# Tomasz Mirosław Dudziński
Tomasz Mirosław Dudziński (Parczew; 1 de Fevereiro de 1973 —) é um político da Polónia. Ele foi eleito para a Sejm em 25 de Setembro de 2005 com 14892 votos em 7 no distrito de Chełm, candidato pelas listas do partido Prawo i Sprawiedliwość.